# Ketuvim
Els Ketuvim (de l'hebreu כְּתוּבִים, «Escrits») és la tercera de les tres parts en què es divideix la Tanakh; després de la Torà i dels Neviïm. En català, aquesta part és coneguda amb el nom d'Escrits.

## Divisió dels escrits
Els Ketuvim ("Escrits") es poden agrupar en: 
- Sifrei Emet. Són els tres llibres poètics (o "Llibres de la Veritat") (de l'hebreu סִפְרֵי אֱמֶ"ת, Sifrei Emet, també acrònim dels noms dels tres llibres en hebreu). Consten de:

1. Llibre dels Salms [תהלים]
2. Llibre dels Proverbis [משלי]
3. Llibre de Job [איוב]
- Els Cinc Megillot. Es tracta dels últims llibres que es van recopilar i designar amb "autoritat" dins del cànon jueu. Es llegeixen durant les festes jueves, i són llegits freqüentment a les sinagogues per comunitats jueves de tot el món:

4. Càntic dels Càntics [שיר השירים]
5. Llibre de Rut [רות]
6. Llibre de les Lamentacions [איכה]
7. Eclesiastès [קהלת]
8. Llibre d'Ester [אסתר]
- Els Altres llibres. Es tracta de llibres que la tradició talmúdica designa amb autoria tardana, relatant esdeveniments també tardans, i amb alguns fragments arameus a més de l'hebreu:

9. Llibre de Daniel [דניאל]
10. Llibre d'Esdres - Llibre de Nehemies [עזרא ונחמיה]
11. Llibres de Cròniques (I & II) [דברי הימים]